# لشکر ۱۷ پیاده (ایالات متحده آمریکا)
لشکر ۱۷ پیاده (انگلیسی: 17th Infantry Division) لشکر پیاده‌نظام نیروی زمینی ایالات متحده آمریکا است، که در سال ۱۹۱۷ تأسیس شد و در سال ۱۹۱۹ منحل گردید.
لشکر ۱۷ پیاده دو بار در طول جنگ جهانی اول تشکیل شد، سپس برای سومین بار در خلال جنگ جهانی دوم سازماندهی مجدد شد.

## جنگ جهانی اول
لشکر هفدهم ابتدا در فهرست ارتش ایالات متحده به عنوان یک لشکر گارد ملی ظاهر شد. پس از فعال شدن به عنوان یک لشکر گارد ملی، به سرعت به لشکر ۳۸ تغییر نام داد.
لشکر هفدهم در سال ۱۹۱۸ به عنوان یک لشکر نظامی (ارتش ملی) دوباره تأسیس شد. لشکر هفدهم شامل تیپ ۳۳ پیاده نظام (سپتامبر ۱۹۱۸ - فوریه ۱۹۱۹)، با هنگ‌های ۵ و ۸۳، و تیپ ۳۴ با هنگ‌های ۲۹ و ۸۴ بود. همچنین شامل تیپ ۱۷ توپخانه صحرایی بود. هنگ پنجم پیاده نظام در ۲۷ ژوئیه ۱۹۱۸ به لشکر هفدهم اختصاص داده شد و در ۱۰ فوریه ۱۹۱۹ از آن جدا شد. لشکر هفدهم قرار بود جایگزین لشکرهای دیگر و آموزشی شود. لشکر هفدهم به خارج از کشور نرفت و در ژانویه ۱۹۱۹ در کمپ بیورگارد، لوئیزیانا، از خدمت خارج شد.

## جنگ جهانی دوم
در سال‌های ۱۹۴۳–۱۹۴۴ تصمیم گرفته شد که لشکر هفدهم پیاده به عنوان یک نیروی فریب نظامی «اصلاح» شود. این لشکر در ژوئن ۱۹۴۴ به انگلستان رسید و تحت کنترل سپاه سی و هفتم ایالات متحده، ارتش چهاردهم ایالات متحده، قرار گرفت. در ابتدا، این لشکر در اطراف بیرمنگام، استافوردشایر مستقر بود، قبل از اینکه در ژوئیه ۱۹۴۴ به هاتفیلد پورل در اسکس منتقل شود. این لشکر که به عنوان یکی از لشکرهای تهاجمی در پیاده شدن در پاس د کاله به تصویر کشیده شده بود، در سمت چپ لشکر ۵۹ پیاده ایالات متحده فرود می‌آمد و توسط لشکر ۲۵ زرهی ایالات متحده از سپاه ۳۷ ایالات متحده دنبال می‌شد.
این لشکر در اوت ۱۹۴۴ به منطقه‌ای در اطراف برایتون-برگس هیل منتقل شد و به‌طور فرضی تحت فرماندهی سپاه ۳۷ ایالات متحده قرار گرفت. در اکتبر ۱۹۴۴، این لشکر به جنوب ولز منتقل شد و با اعلام انحلال برای جایگزینی سایر واحدها، فعالیت خود را ادامه داد. علاوه بر واحدهای پشتیبانی معمول لشکرها، لشکر هفدهم پیاده نظام از نظر مفهومی از ۳ هنگ تشکیل می‌شد.